# 1771 en musique classique
| \| • Retour à la chronologie générale de la musique classique • \| |
| Grèce • Rome • Haut Moyen Âge • VIIIe siècle • IXe siècle • Xe siècle • XIe siècle XIIe siècle • XIIIe siècle • XIVe siècle • XVe siècle • XVIe siècle • XVIIe siècle XVIIIe siècle • XIXe siècle • XXe siècle • XXIe siècle |
| • Retour à la chronologie générale de la musique classique • |

| Années en musique classique : 1768 - 1769 - 1770 - 1771 - 1772 - 1773 - 1774    |
| Décennies en musique classique : 1740 - 1750 - 1760 - 1770 - 1780 - 1790 - 1800 |

## Événements
- 23 février : création de la société de bienfaisance viennoise Tonkünstler-Societät : Première institution à Vienne de concerts publics créé par Florian Leopold Gassmann, qui compose l'oratorio La Betulia liberata pour l'occasion.
- 2 juin : Armida, opéra d'Antonio Salieri créé à Vienne.
- août - décembre : Second voyage en Italie de Wolfgang Amadeus Mozart.
- 17 octobre : Ascagne à Albe, opéra de Wolfgang Amadeus Mozart, créé à Milan.
- 4 novembre : Aetius, mélodrame d'Antonio Sacchini, créé au San Carlo de Naples.
- 9 novembre : Zémire et Azor, opéra-comique d'André Grétry est créé au château de Fontainebleau.
- 26 décembre : Il Grand Tamerlano, opéra de Josef Mysliveček, créé à Milan.
- décembre : le Requiem en ut mineur de Michael Haydn, créé à Salzbourg.

sans dates
- Luigi Boccherini : Symphonie en ré mineur « La casa del Diavolo » et Quintette à cordes en mi majeur.
- Joseph Haydn : 6 quatuors à cordes op.17 et 44e Symphonie "Funèbre".
- Wolfgang Amadeus Mozart : Symphonie no 48 K. 120 (K. 111a) en ré majeur.
- Jean-Baptiste Vanhal : Symphonie en sol mineur.
- Création à Stockholm de l'Académie royale suédoise de musique et de l'École royale supérieure de musique de Stockholm.

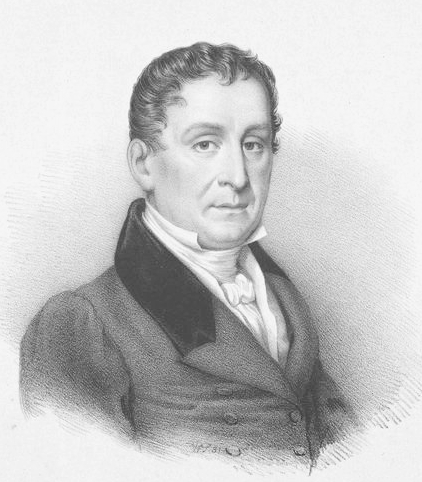
Johann Baptist Cramer

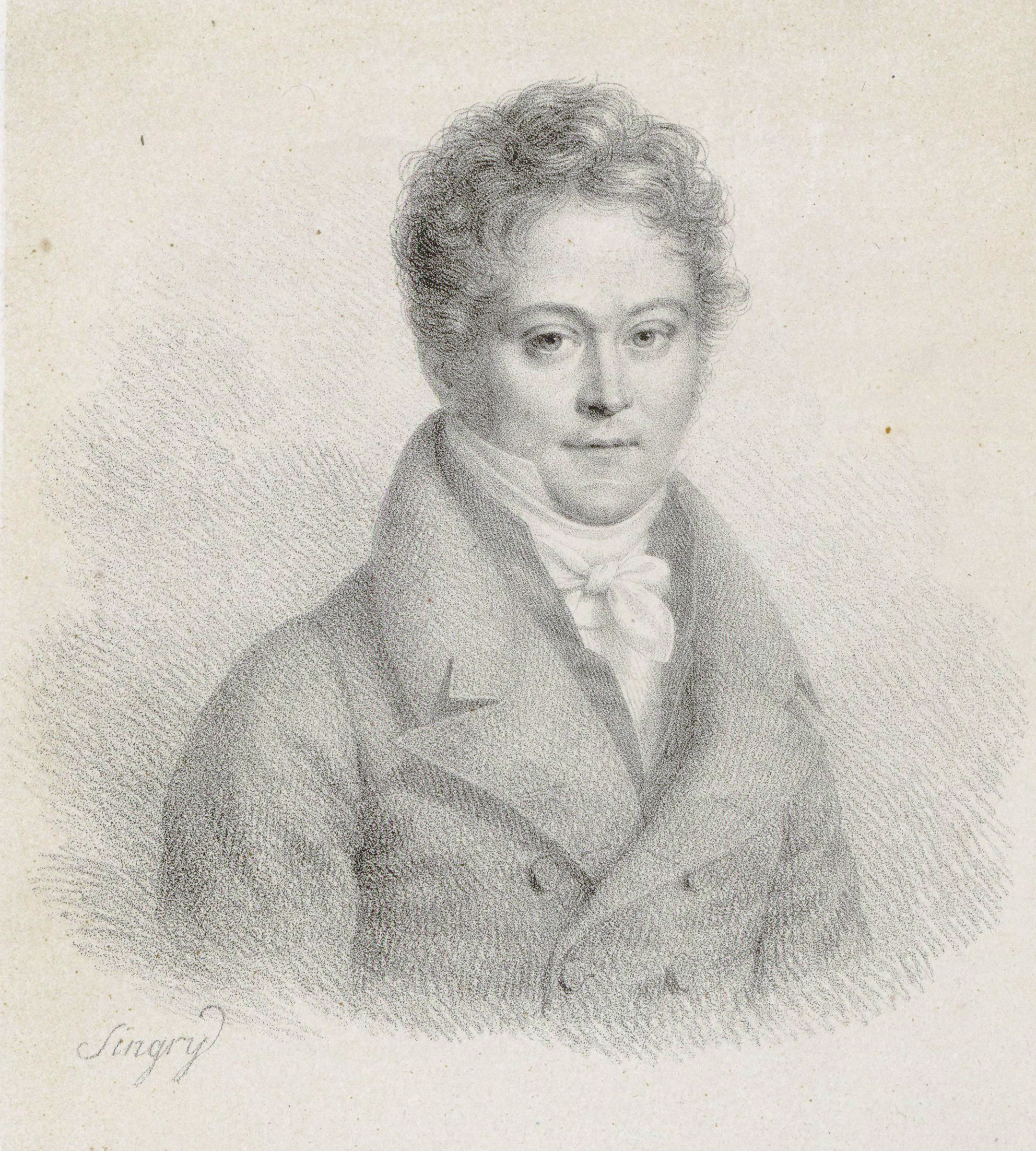
Pierre Baillot

## Naissances
- 24 février : Johann Baptist Cramer, compositeur et pianiste britannique d'origine allemande († 16 avril 1858).
- 19 avril : Gioseffo Catrufo, chanteur, compositeur et pédagogue italien († 19 août 1851).
- 1er juillet : Ferdinando Paër, compositeur italien († 3 mai 1839).
- 30 septembre : Charles Laffillé, compositeur, éditeur de musique, poète et directeur de théâtre français († 16 avril 1848).
- 1er octobre : Pierre Baillot, compositeur et violoniste français († 15 septembre 1842).
- 11 octobre : Carl Cannabich, violoniste et compositeur allemand († 1er mai 1806).
- 21 octobre : Alexandre-Étienne Choron, compositeur et pédagogue français († 29 juin 1834).

Date indéterminée
- Ambrosius Kühnel, organiste et éditeur allemand  († 19 août 1813).
- Hipòlit Trullàs, prêtre et compositeur catalan († 1813).

## Décès
- 22 janvier : Martin Berteau, violoncelliste, pédagogue et compositeur français (° 3 février 1691).
- 23 juin : Jean-Claude Trial, violoniste et compositeur français (° 13 décembre 1732).
- 14 octobre : František Brixi, compositeur bohémien (° 2 janvier  1732).
- 27 octobre : Johann Gottlieb Graun, compositeur et violoniste allemand (° 28 octobre 1703).
- 8 novembre : Joseph Gabler, facteur d'orgues allemand (° 6 juillet 1700).

Date indéterminée
- Pietro Auletta, compositeur italien (° 1698).

Vers 1771
- Charles Henri de Blainville, compositeur, violoncelliste, pédagogue et théoricien français (° 1711).